# Zalaba
Zalaba je obec na Slovensku v okrese Levice.

## Kultura a zajímavosti

### Památky
- Reformovaný kostel, jednolodní klasicistní stavba s pravoúhle ukončeným presbytářem a představěnou věží z roku 1789. Interiér je plochostropý. Věž kostela z roku 1845 je členěna pilastry a kordonovými římsami, korunní římsa je s terčíkem. Ukončena je zvonovitou střechou s lucernou. Částečnou obnovou prošel v roce 2011. [2]

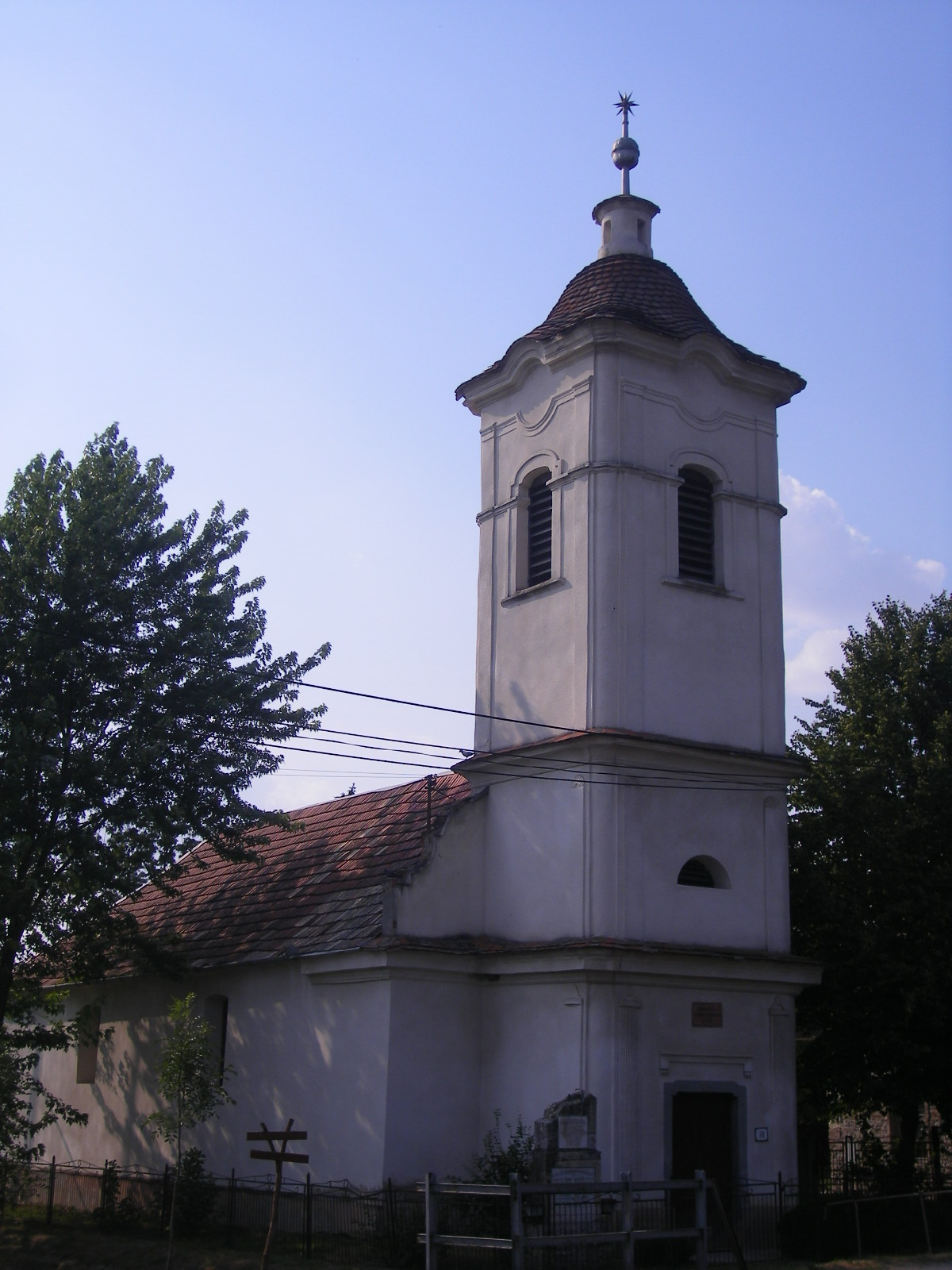
reformovaný kostel
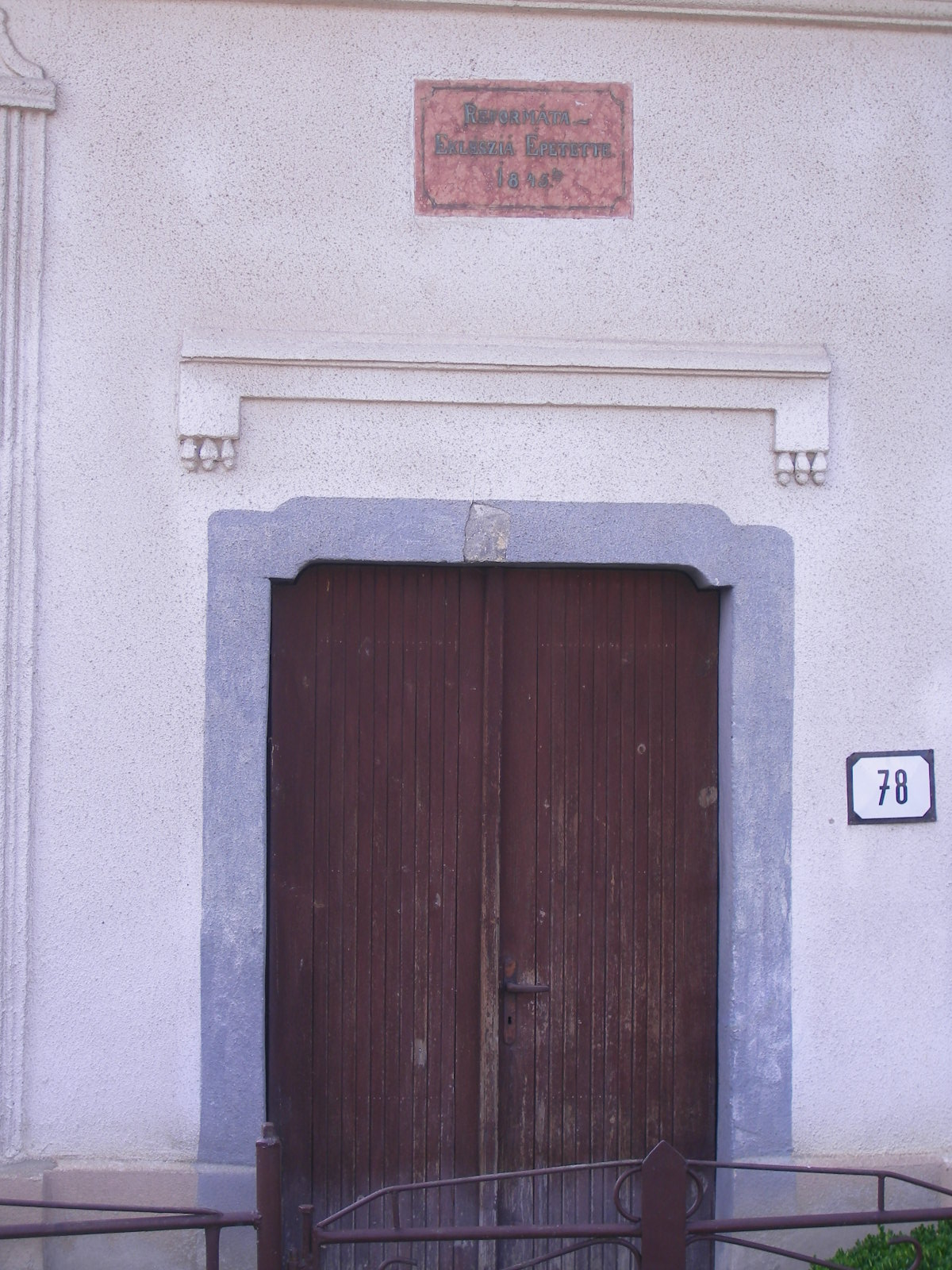
Detail portálu